# Čungula
Čungula (cyr. Чунгула) – wieś w Serbii, w okręgu toplickim, w gminie Blace. W 2011 roku liczyła 283 mieszkańców.